# Rocco Marconi
 Rocco Marconi (1480, Benátky – před 13. květnem 1529, Benátky) byl italský malíř doby renesance, žák Giovanniho Belliniho, samostatně činný v Benátkách v letech 1504–1529 jako figuralista náboženských obrazů.

## Život a dílo

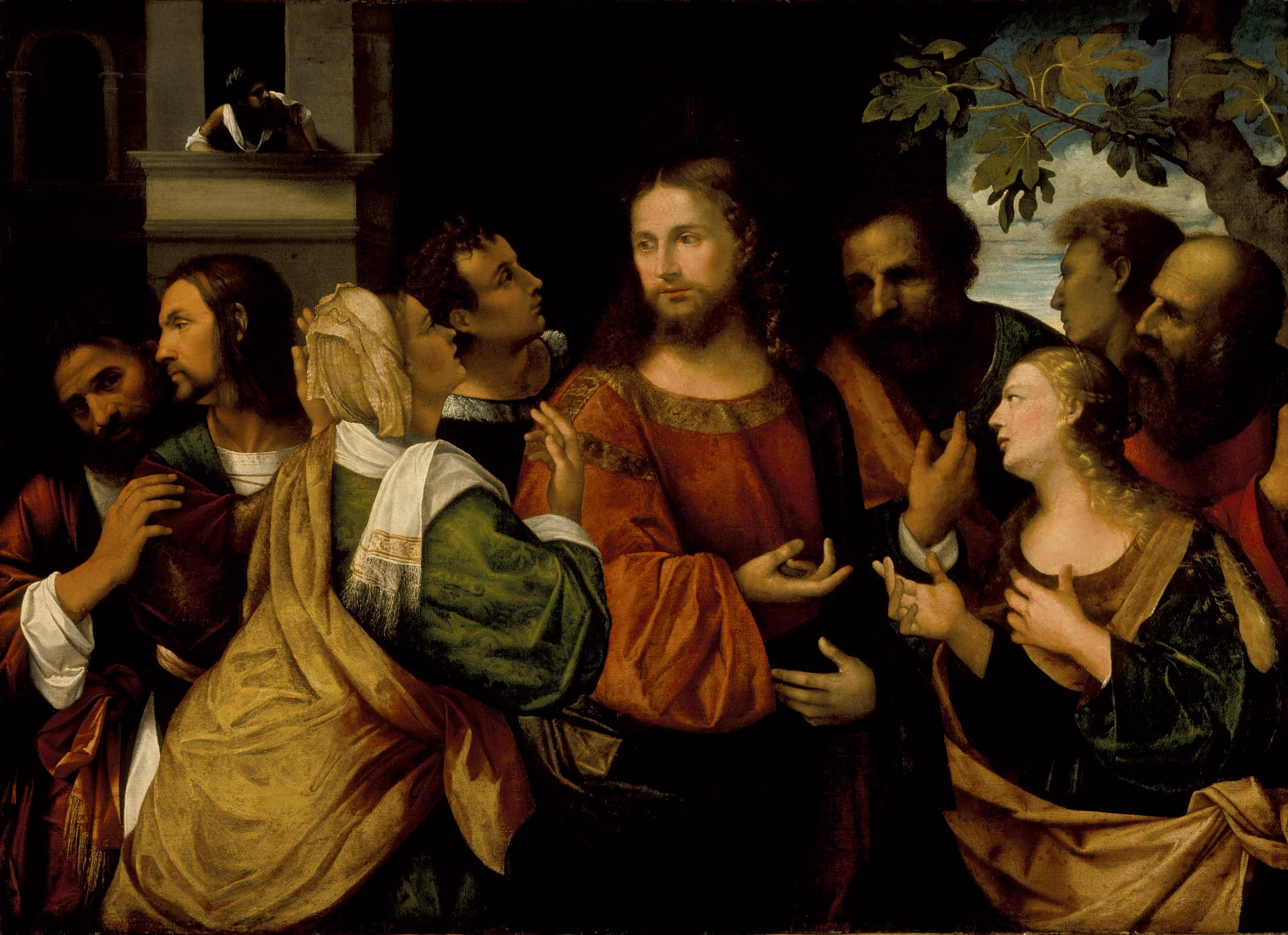
Cizoložnice před Kristem

Syn Filippa Marconiho a jeho manželky Kateřiny je poprvé doložen v září 1504 v Benátkách jako samostatný malíř mezi svědky závěti kameníka Alvise Mattea. Opakovaně se uvádí, že byl Benátčanem bergamského původu, podle příjmení častého v lombardské komunitě, usedlé v té době v Benátkách. V roce 1515 měl jistě benátské občanství. Životopisné informace o něm jsou kusé. V Benátkách žil ve čtvrti San Fosca. Jeho první umělecká zakázka je doložena v Trevisu v roce 1515, kdy pro tamní cech kožešníků dokončil obrazu na jejich oltář v kostele sv. Mikuláše.
Další dosud identifikované malby jsou v benátských kostelech, muzeích nebo galeriích.
- Stěžejním dílem je Oplakávání Krista z benátského kostela Santa Maria dei servi (nyní v Galerii akademie).
- Další díla: Nanebevzetí Panny Marie (v kostele sv. Petra mučedníka v Muranu), Trůnící madona s dítětem, sv. Petr a Marek mezi třemi donátory (Baltimore, Walters Art Gallery) a triptych s trůnící Madonou s dítětem mezi čtyřmi světci a donátorem (Düsseldorf, Kunstmuseum). Madona s dítětem mezi sv. Janem Křtitelem a Petrem ze sbírky Giovanelliho v Benátkách (New Orleans, Muzeum umění) a Madona s dítětem mezi sv. Benediktem a Františkem (v sakristii kostela San Redentore v Benátkách), Madona s dítětem mezi sv. Petrem, Jeronýmem a Janem (Galerie Franchetti v Ca 'd'oro) a Madona s dítětem se sv. Jeronýmem sv. Kateřinou (Museo Correr).[1]

## České sbírky
- V Obrazárně Pražského hradu je od roku 1737 vystaven obraz Kristus mezi Marií a Martou, olejomalba na plátně o rozměrech 111 x 158 cm, z doby před rokem 1515, inv.č. 0 245. Na obraze jsou zpodobeny sestry Marie a Marta, jak Ježíšovi vykládají své sny o Lazarově smrti. Kompozice je blízká Marconiho jinému obrazu, Cizoložnici před Kristem. Pestrá barevnost sytých tónů je podle Jaromíra Neumanna typická pro benátské umění té doby a speciálně pro Marconiho. Vážně poškozený obraz byl při restaurování v letech 1954-1955 doplněn o chybějící partie vyšrafováním, aby byla rozeznatelné od originálu.[2]

V Benátkách Marconi zemřel a byl pohřben.